# Шоядур
Шоядур (мар. Шоядӱр) — деревня в Медведевском районе Республики Марий Эл. Входит в состав Пекшиксолинского сельского поселения.

## География
Находится у северо-западной окраины города Йошкар-Ола.

## История
Известна с 1723 года как марийская деревня из 13 дворов. В 1839 году здесь значилось 8 дворов, численность душ мужского пола — 21 человек. Уже в начале XX века число дворов в деревне увеличилось более чем в три раза. В советское время работали колхозы «1-й март», им С. М. Кирова и «Дружба».

## Население
Население составляло 152 человека (мари 89 %) в 2002 году, 242 в 2010.